# Comuna de Rychliki
Rychliki (polaco: Gmina Rychliki) é uma gminy (comuna) na Polónia, na voivodia de Vármia-Masúria e no condado de Elbląski. A sede do condado é a cidade de Rychliki.
De acordo com os censos de 2004, a comuna tem 4101 habitantes, com uma densidade 31,1 hab/km².

## Área
Estende-se por uma área de 131,66 km², incluindo:
- área agricola: 74%
- área florestal: 17%

## Demografia
Dados de 30 de Junho 2004:
|                      | Total   | Total | Mulheres | Mulheres | Homens  | Homens |
| -------------------- | ------- | ----- | -------- | -------- | ------- | ------ |
|                      | pessoas | %     | pessoas  | %        | pessoas | %      |
| População            | 4101    | 100   | 2041     | 49,8     | 2060    | 50,2   |
| Densidade (pop./km²) | 31,1    | 100   | 15,5     | 15,5     | 15,6    | 15,6   |

De acordo com dados de 2002, o rendimento médio per capita ascendia a 1353,83 zł.

## Comunas vizinhas
- Dzierzgoń, Elbląg, Małdyty, Markusy, Pasłęk, Stary Dzierzgoń